# Léon Perrault
 (octobre 2024).
Si vous disposez d'ouvrages ou d'articles de référence ou si vous connaissez des sites web de qualité traitant du thème abordé ici, merci de compléter l'article en donnant les références utiles à sa vérifiabilité et en les liant à la section « Notes et références ».
Pour les articles homonymes, voir Perrault.

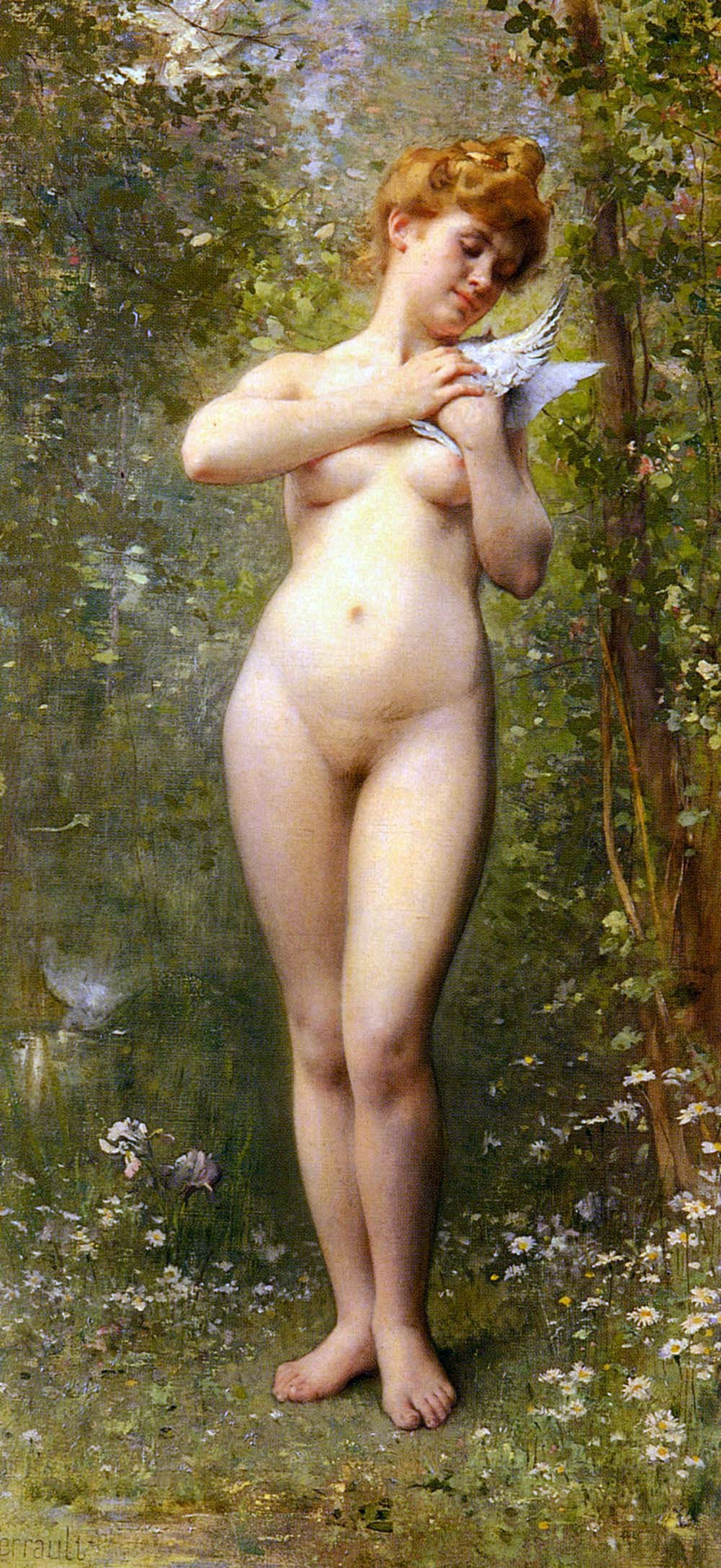
Vénus à la Colombe, S.A.F 1908, hs/t, sbg, collection privée.

Léon Bazille Perrault est un peintre français représentatif de la peinture académique, né le 14 juin 1832 à Poitiers et mort le 6 août 1908 à Royan.

## Biographie

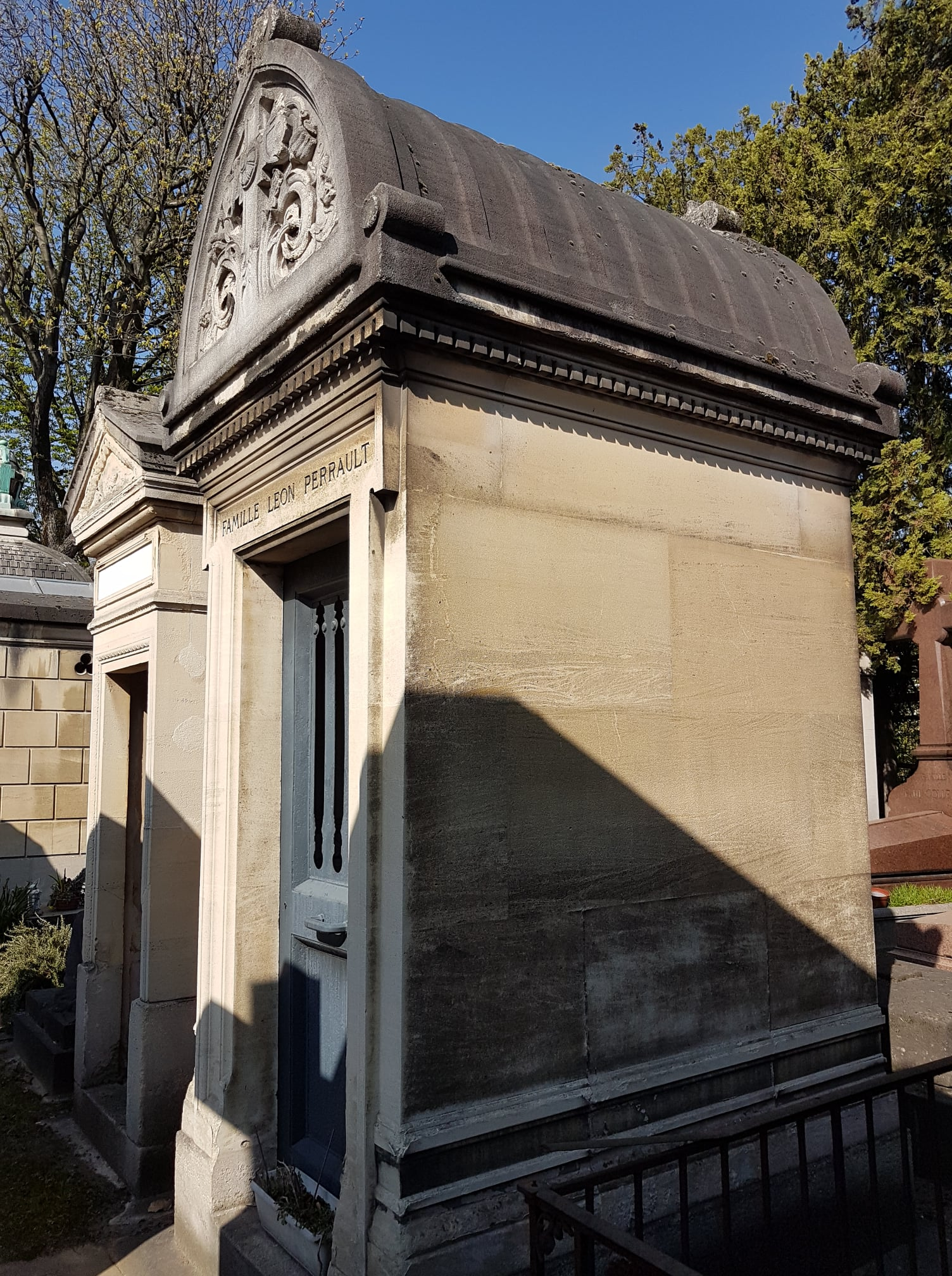
Sépulture au cimetière de Passy.

### Formation
Léon Bazille Perrault naît le 14 juin 1832 à Poitiers, rue des Trois piliers (actuelle rue Carnot) dans une famille modeste. Son père, Henri, alors âgé de 30 ans est tailleur. Il intègre l’école communale du « Père Danjou » vers l’âge de 9 ans. À l’âge de 10 ans, il entre à l’école de dessin de la ville de Poitiers. Cette école est alors dirigée par les frères Hivonnait. Les professeurs saluent le talent de leur élève. Léon Perrault y restera jusqu’à l’âge de 14 ans, où il remporta tous les concours communaux. À 14 ans, il trouve un travail auprès d’un peintre décorateur. Il participe à de nombreux chantiers dont celui de la restauration des peintures murales de l’église poitevine de Sainte-Radegonde. 
À 19 ans, il obtient une bourse municipale de 600 francs pour pouvoir étudier à Paris à la prestigieuse École des beaux-arts. Il devient alors élève dans l’atelier de Picot, avant de le quitter pour l'atelier de William Bouguereau. Ses débuts sont qualifiés de « romantiques ».

### Sa carrière

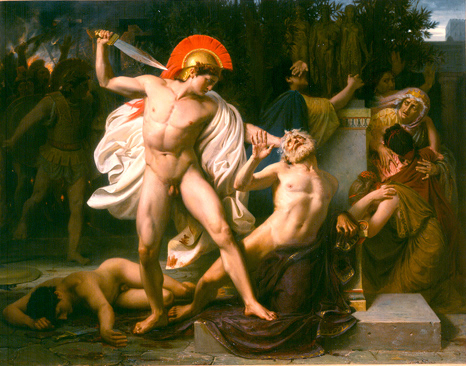
La Mort de Priam (1861).

1861 est l’année de départ de sa longue carrière de peintre académique. Il présente La Mort de Priam cette année-là au prix de Rome. Après plusieurs échecs au concours du Prix de Rome, Léon Perrault entre au Salon. Il y présente Le Vieillard et les Trois jeunes hommes et obtient une mention honorable. Léon Perrault reste présent au Salon jusqu’à sa mort. En quarante-six ans de carrière, il fut absent au Salon seulement quatre années. Il y rencontra de nombreux succès. En 1866, Napoléon III achète sa toile intitulée La Nichée, sujet de peinture enfantine qui le poussera à continuer dans cette thématique. Outre les différentes œuvres acquises par l’État, Léon Perrault est récompensé par le  jury du Salon. En 1876, son Saint Jean le Précurseur  lui offre une médaille de deuxième classe, en 1878 une deuxième récompense lui est attribuée. Trois ans plus tôt, il était félicité par Vienne, Philadelphie et Londres qui lui accordaient un diplôme d’honneur. L’Exposition universelle de 1889 lui offre une médaille de bronze et celle de 1900, une médaille d’argent. En 1887, à la suite de la demande de ses amis de la Société des artistes français, il obtient la Légion d'honneur. Son succès s’exprime aussi par l’obtention d’une importante commande du ministère de l’Instruction publique. En 1882, il est chargé de proposer deux images de la République servant à décorer la salle des mariages de l’hôtel de ville de Poitiers. 
Léon Perrault s’installe au 43, boulevard Lannes dans le XVIe arrondissement de Paris. Fort de sa réussite, il mène un train de vie bourgeois. Goupil & Co. reproduit ses œuvres, et son succès traverse les frontières. En effet, il apparaît très recherché en Angleterre et aux États-Unis. Sa carrière internationale semble être calquée dans une moindre mesure sur son ancien maître et ami Bouguereau.
Léon Perrault est décrit comme un homme travailleur qui n’oublie pas ses origines. La revue américaine The Century, rapporte que ce « gentleman français raffiné […] et courtois dans ses manières, fort et vigoureux, travaillant avec sérieux […] passait 10 heures par jour à travailler dans son atelier » .

### Elèves
En 1879, Léon Perrault est témoin au mariage de son élève Jeanne Scapre, peintre de portraits, avec  Paul Pierret, conservateur du département des Antiquités égyptiennes du musée du Louvre.

### Sa famille
Marié à Marie-Louise Aimée Reboux (1840-1920), modiste née à Bruxelles, ils eurent deux garçons, Émile et Henry, et quatre filles dont l’une, Alice, mourut à l’âge de neuf ans en 1880. Une autre épousera le peintre Frédéric Cabane. Henry, suivant les traces de son père, devint peintre avant de se tourner vers l’illustration, il fut aussi conservateur du musée municipal de Poitiers. Quant à Émile, il fit une brillante carrière de sculpteur animalier et épousa l'écrivaine Myriam Harry. Il apparaît aujourd’hui que ses élèves se résument uniquement à ses enfants. 
Le 6 août 1908, Léon Perrault, malade du cœur depuis deux ans, s’éteignit à Royan. Depuis quelques années, il avait choisi cette station balnéaire comme maison secondaire. Là il recevait ses amis et différents artistes en visite dans la région. Son ami Bouguereau y venait jusqu’à sa mort. Outre l’affiliation plastique, Bouguereau et Perrault semblent être très proches. Ils se suivirent tout au long de leurs carrières. En 1868, Perrault fut témoin de l’acte de naissance du troisième enfant de Bouguereau.
Léon Perrault repose avec sa femme et sa fille au cimetière de Passy (7e division). En octobre 1910, la ville de Poitiers lui érigea un monument, que l’on peut aujourd’hui admirer dans le parc de Blossac. Ce monument fut le seul érigé par la ville de Poitiers pour un de ses artistes. 
Aujourd’hui oublié par le public, son nom est souvent présent dans les catalogues de Sotheby's et autres maisons de vente. Malgré sa présence dans quelques musées, ses toiles sont avant tout exposées dans des collections privées, majoritairement américaines.

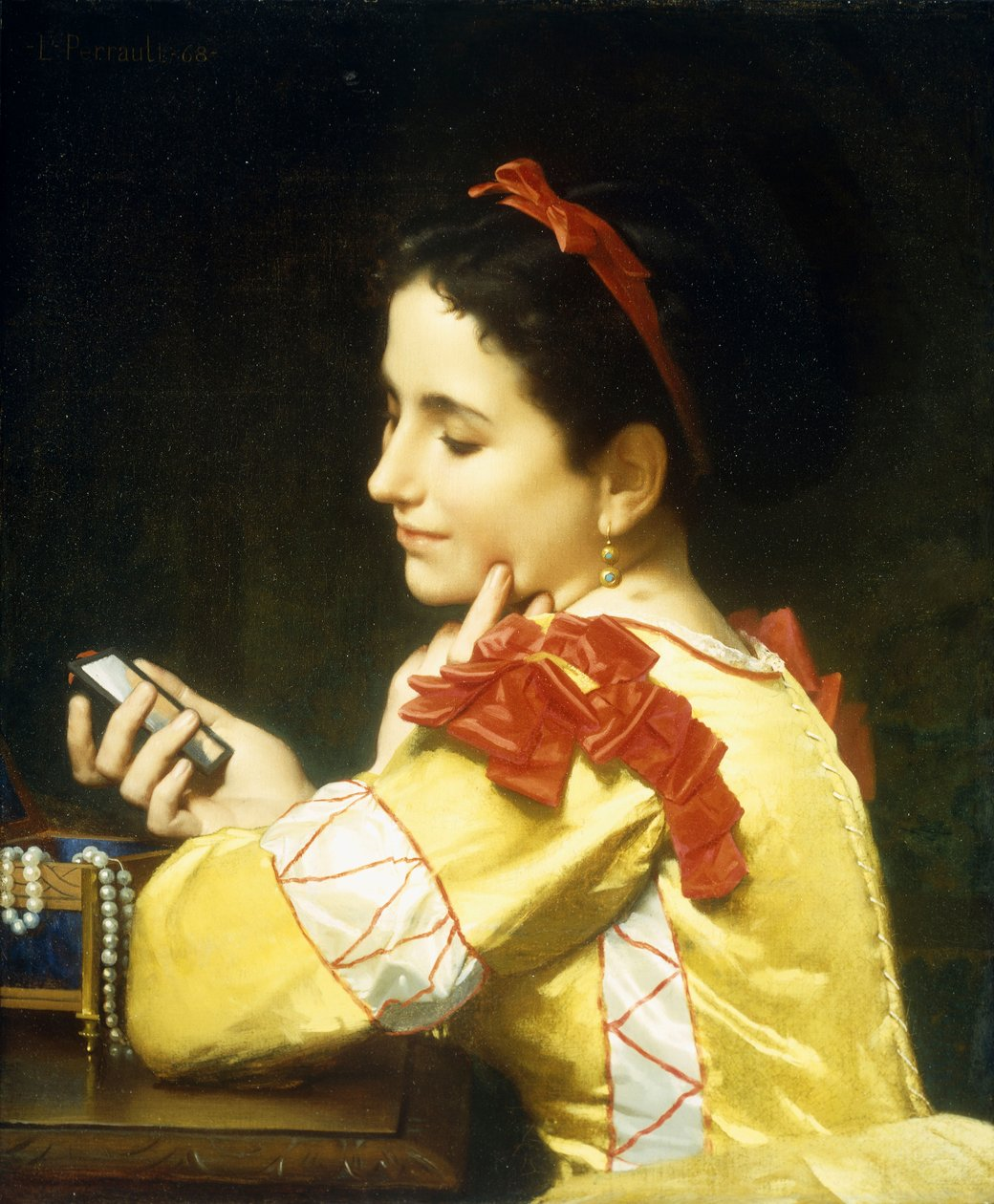
Lady Looking in a Hand Mirror, 1868.
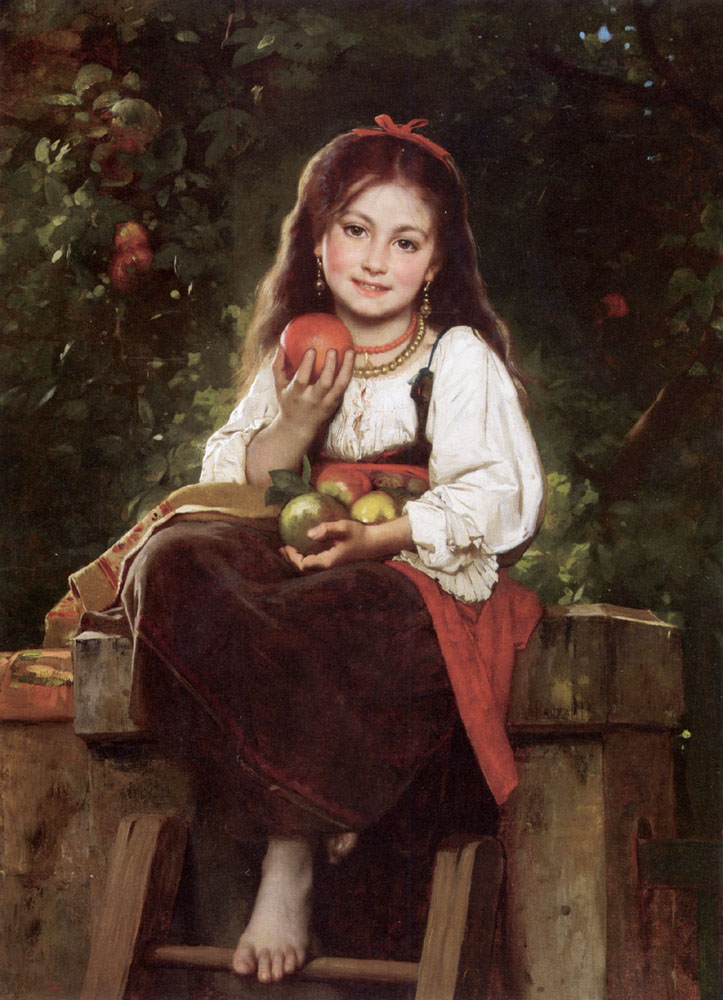
La Ramasseuse de pommes, 1879.
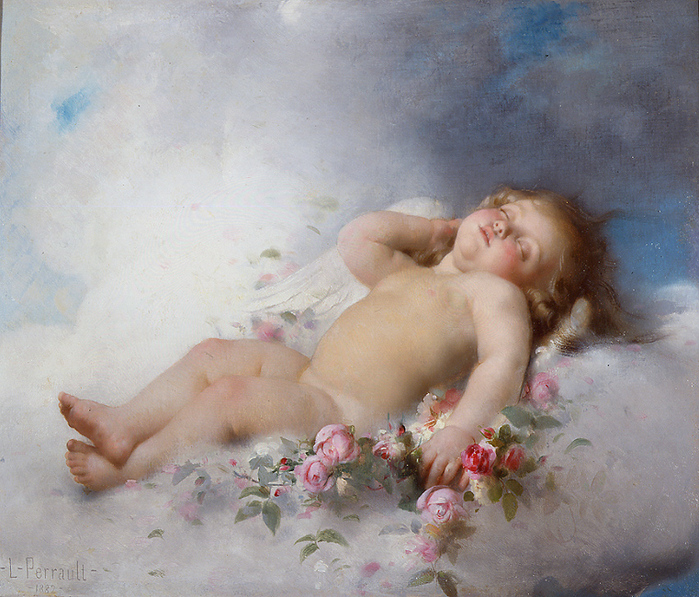
Sleeping Putto, 1882.
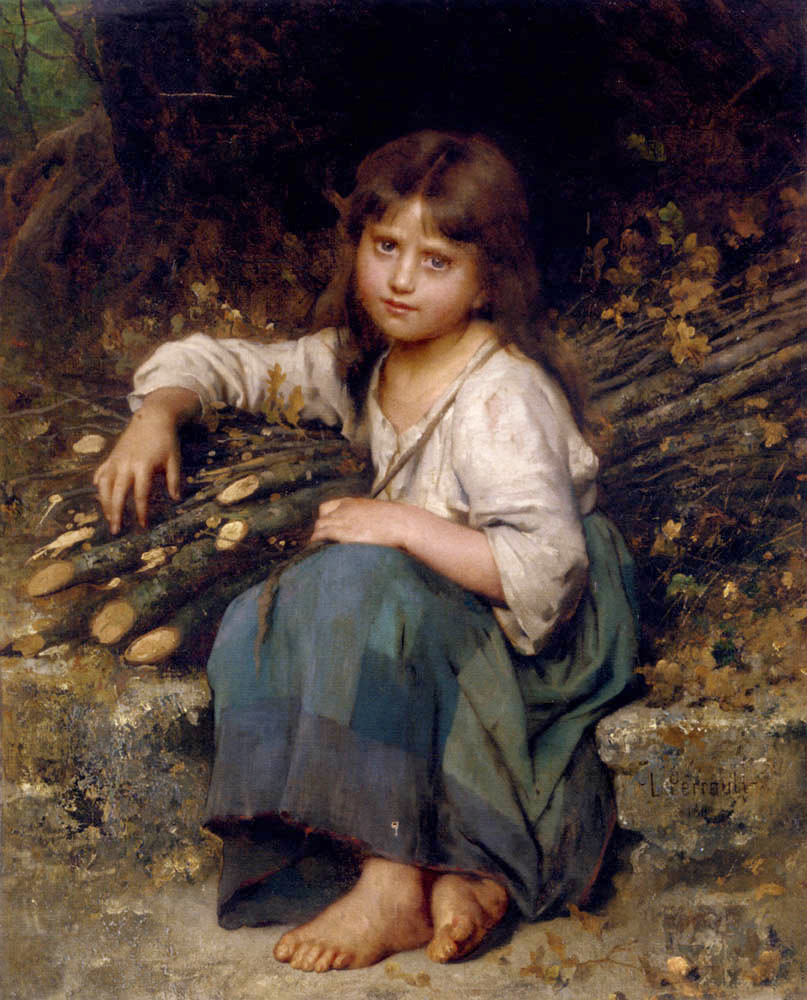
La Fille du bûcheron, 1883.
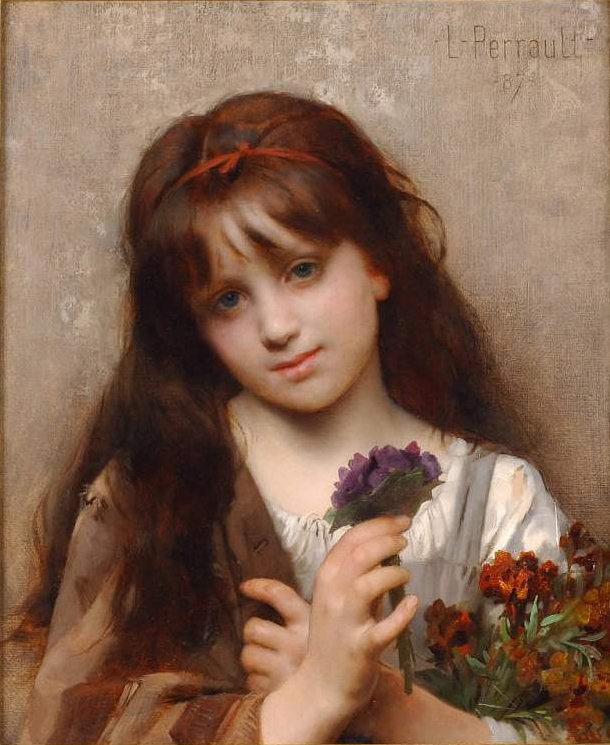
La Marchande de fleurs, 1887, hs/t, sdhd, collection privée.
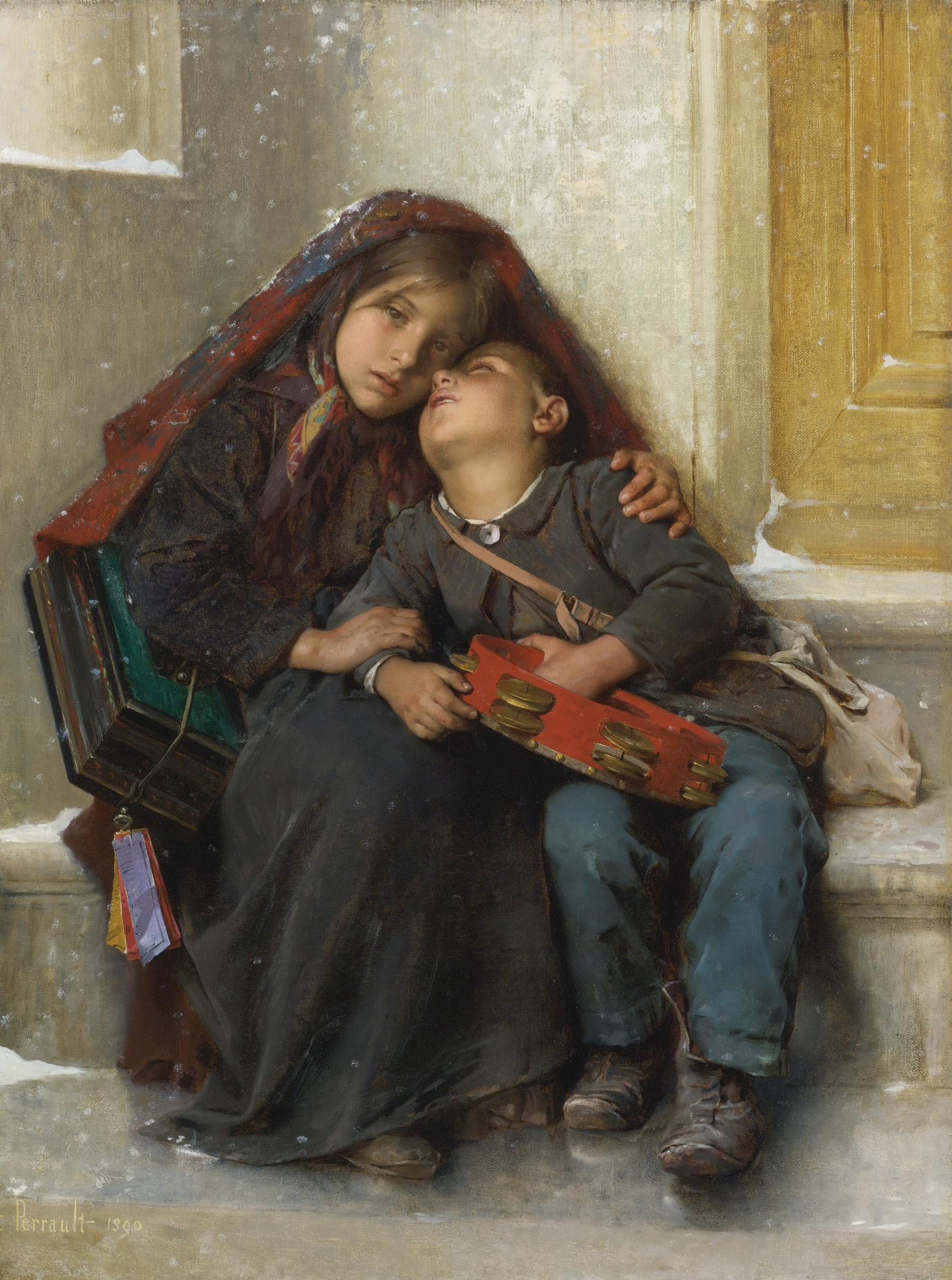
Dehors dans le froid, 1890.
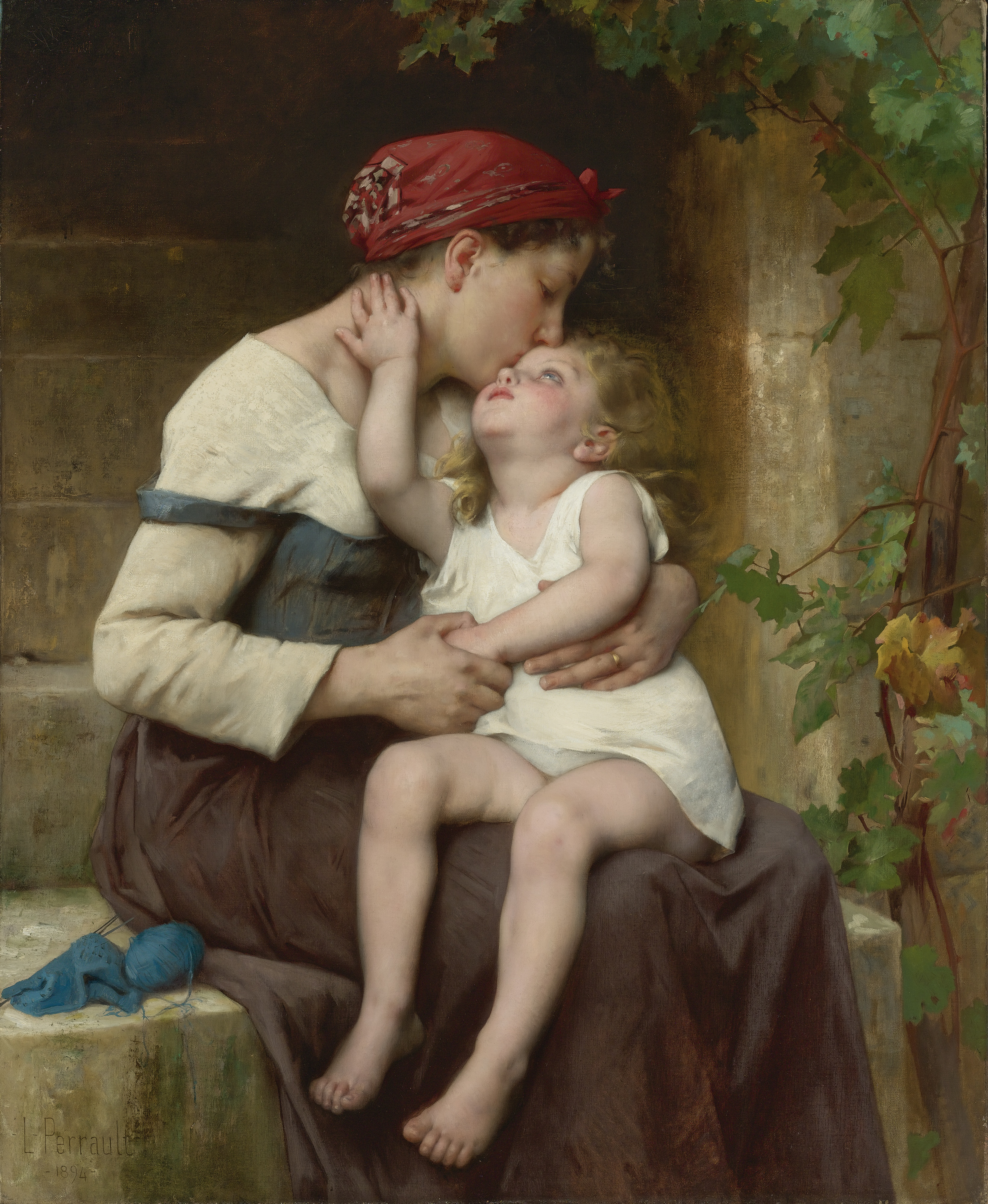
Mère et Enfant, 1894.